# TuS Diez
Der TuS 1846 Diez war ein deutscher Sportverein mit Sitz in der rheinland-pfälzischen Stadt Diez innerhalb der gleichnamigen Verbandsgemeinde im Rhein-Lahn-Kreis.

## Vorgängervereine
Der erste Verein wurde ursprünglich im Jahr 1846 als Turnverein gegründet. Das erste Fußball-Spiel fand dann im Jahr 1911 statt. Durch den Ausbruch des Ersten Weltkriegs wurde dann jedoch jeglicher Spielbetrieb erst einmal unterbrochen. Im Jahr 1921 schloss sich der SV Diez mit dem TuF Diez zum Turn- und Sportklub 1875 Diez zusammen. Durch die vom Westdeutschen Spielverband geforderte Trennung von Fußball und Turnen gründete sich am 8. November 1923 als reiner Fußballverein dann der VfB Diez heraus. In der Saison 1934/35 gehörte der VfB dann der 1. Kreisklasse Unterlahn an. Auf Druck der Nationalsozialisten kam es dann im Jahr 1938 zur Umbenennung in VfB Reichsbahn Diez. Bedingt durch den Zweiten Weltkrieg kam es im Spielbetrieb dann jedoch zum Stillstand. Nach dem Ende des Krieges wurde am 6. Dezember 1945 der Turn- und Sportverein Diez neugegründet. Im Sommer 1946 wurde diese Neugründung dann auch beim VfB Diez vollzogen. Zur Vereinigung dieser beiden Vereine kam es dann allerdings bereits am 24. November 1947.

## Geschichte

### Nachkriegszeit bis 1960er Jahre

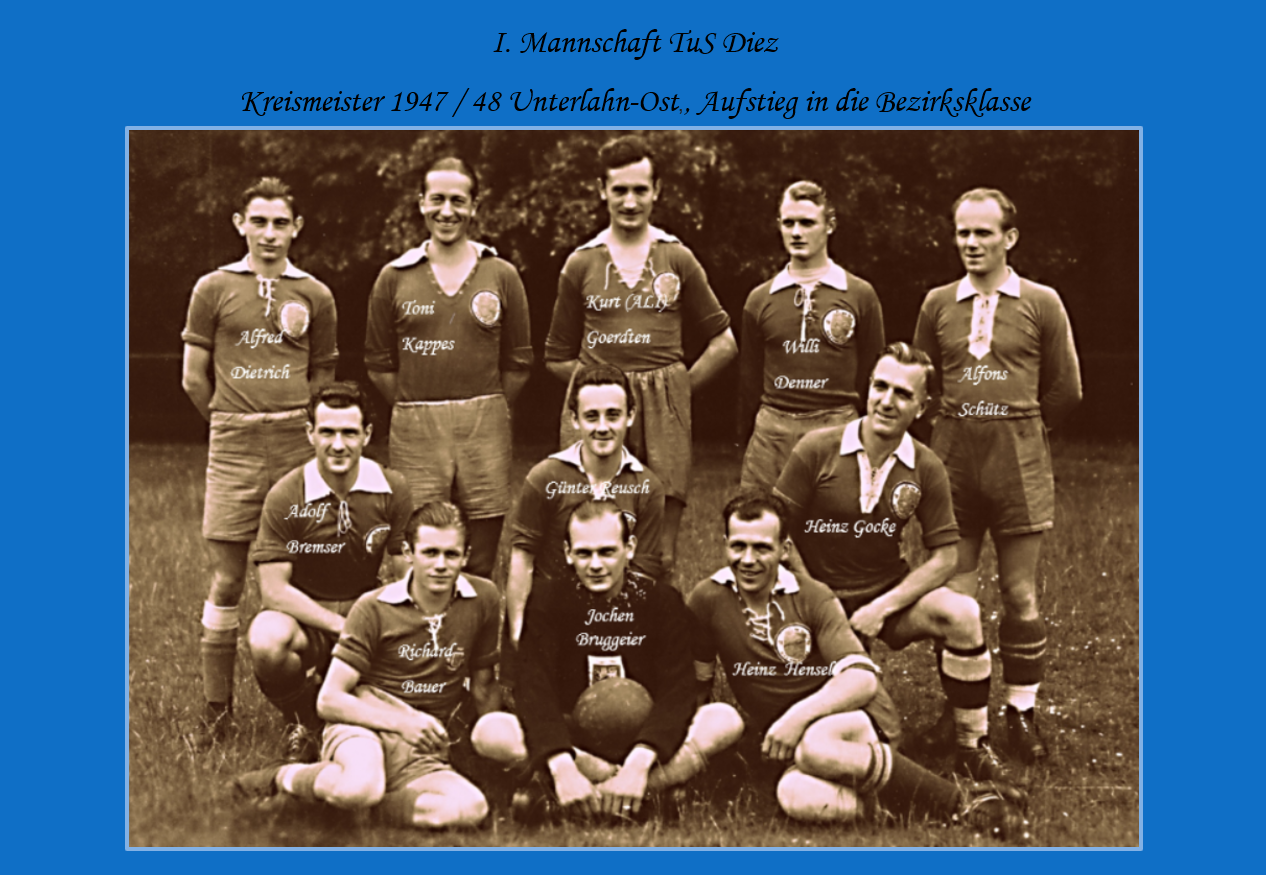
Die Meistermannschaft der Saison 1947/48

Die erste Fußball-Mannschaft gelang in der Saison 1947/48 dann die Meisterschaft in der 1. Kreisklasse Unterlahn-Ost, die Kreismeisterschaft konnte dann nach einem 3:2-Sieg über den VfL Holzappel auch eingefahren werden. Im Entscheidungsspiel um den Aufstieg in die Bezirksklasse gelang es dann auch sich mit ebenfalls 3:2 gegen den TuS Dahlheim durchzusetzen. Zur Saison 1950/51 gelang dann schließlich auch der Aufstieg in die zu dieser Zeit noch zweitklassige Landesliga Rheinland mit 22:38 Punkten in der Staffel Nord musste man als letzter der Tabelle jedoch direkt wieder absteigen. In der Saison 1951/52 schaffte die Tischtennis-Spielerin Liesel Brenner zudem noch die Rheinlandmeisterschaft im Frauen-Einzel.
Zur Saison 1956/57 gelang dann die Rückkehr in die nun drittklassige Amateurliga Rheinland. Innerhalb der Staffel Ost kam die Mannschaft am Ende der Spielzeit dann auf 16:28 Punkten was jedoch nur für den vorletzten Platz reichen sollte, womit die Mannschaft erneut direkt wieder absteigen musste. In der darauffolgenden Saison wurde man dann Meister der 2. Amateurliga Westerwald und schaffte damit den direkten Wiederaufstieg. Zurück in der Staffel Ost gelang dann am Ende der Saison 1958/59 mit 20:28 Punkten auch erstmals der Klassenerhalt. In der darauffolgenden Spielzeit gelang dann mit 29:33 Punkten sogar noch einmal der sechste Platz. Die Saison 1960/61 endete dann jedoch mit 19:29 Punkten über den zwölften Platz wieder mit dem Abstieg.

#### 1990er Jahre bis Auflösung
Im Jahr 1992 spielte der Verein noch in der Kreisliga A Rhein/Lahn, bereits in der Saison 1996/97 spielte der Verein jedoch nur noch in der Kreisliga C. Zur Saison 2002/03 gelang dann der Aufstieg in die Kreisliga B, am Ende der Spielzeit musste die Mannschaft über den zwölften Platz jedoch direkt wieder absteigen. In der darauf folgenden Saison (2003/04) wurde der TuS Kreismeister der Kreisliga C und stieg erneut in die Kreisliga B auf. In der Saison 2004/05 folgte der erneute Abstieg. Nach der letzten Spielzeit in der Kreisliga C in den 2005/06 folgte die Auflösung der Fußballabteilung des TuS Diez. Die wenigen verbliebenen Aktiven nahmen fort an am Spielbetrieb in der Fußball-Spielgemeinschaft (FSG) Altendiez teil.
Innerhalb der 1990er Jahre gab es jedoch immer wieder Spannungen über die finanziellen Ansprüche der Fußball-Abteilung. Daraufhin legte der Vorsitzende am 8. Mai 1993 sein Amt nieder und gründete am 11. Juni den Turn- und Sportklub 1847/1993 Diez. Aufgrund von rechtlichen Bedenken seitens des Registergerichts wurde die Jahreszahl 1847 jedoch wieder aus dem Namen gestrichen. Auf einer Mitgliederversammlung am 21. Juli wurde der Name dann noch einmal in Turn- und Sportklub Oranien geändert. Das Jahr 1847 verblieb jedoch in der Satzung, womit sich der Verein auf dieses Gründungsdatum, bezogen auf die fast komplett übergelaufene Turnabteilung beruft. Ebenso ging die fast komplette Leichtathletik-Abteilung, sowie die kompletten Abteilungen Tischtennis, Volleyball und Badminton in den neuen Verein über.
Im Jahr 2006 ging der TuS dann zusammen mit dem VfL Diez-Freiendiez in dem neuen SV Diez-Freiendiez auf.

## Nachfolgeverein
Die wenigen verbliebenen aktiven Fußballer des SV Diez-Freiendiez nahmen ab der Saison 2007/08 bis 2010/11 innerhalb der FSG Altendiez am Spielbetrieb teil. Ab der Saison 2011/12 startete die erste Mannschaft dann eigenständig als SV Diez-Freiendiez ganz unten in der Kreisliga D, schaffte dort auf Anhieb mit 39 Punkten die Meisterschaft und den Aufstieg in die Kreisliga C. In der Kreisliga C konnte der SV in der darauffolgenden Saison erneut die Meisterschaft und den Aufstieg in die Kreisliga B feiern. Hier erreichte die 1.Mannschaft des SV Diez-Freiendiez dann in der Saison 2015/16 mit 61 Punkten den dritten Platz, der für den Aufstieg in die Kreisliga A reichte. In dieser Liga spielt der Verein auch noch bis heute.